# Monumento natural de la Montaña de Guaza
El Monumento Natural de la Montaña de Guaza es un espacio protegido situado en el municipio de Arona, al sur de la isla de Tenerife (Canarias, España). Declarado Paraje Natural de Interés Nacional en 1987,
en 1994 fue reclasificado como Monumento Natural.

## Descripción

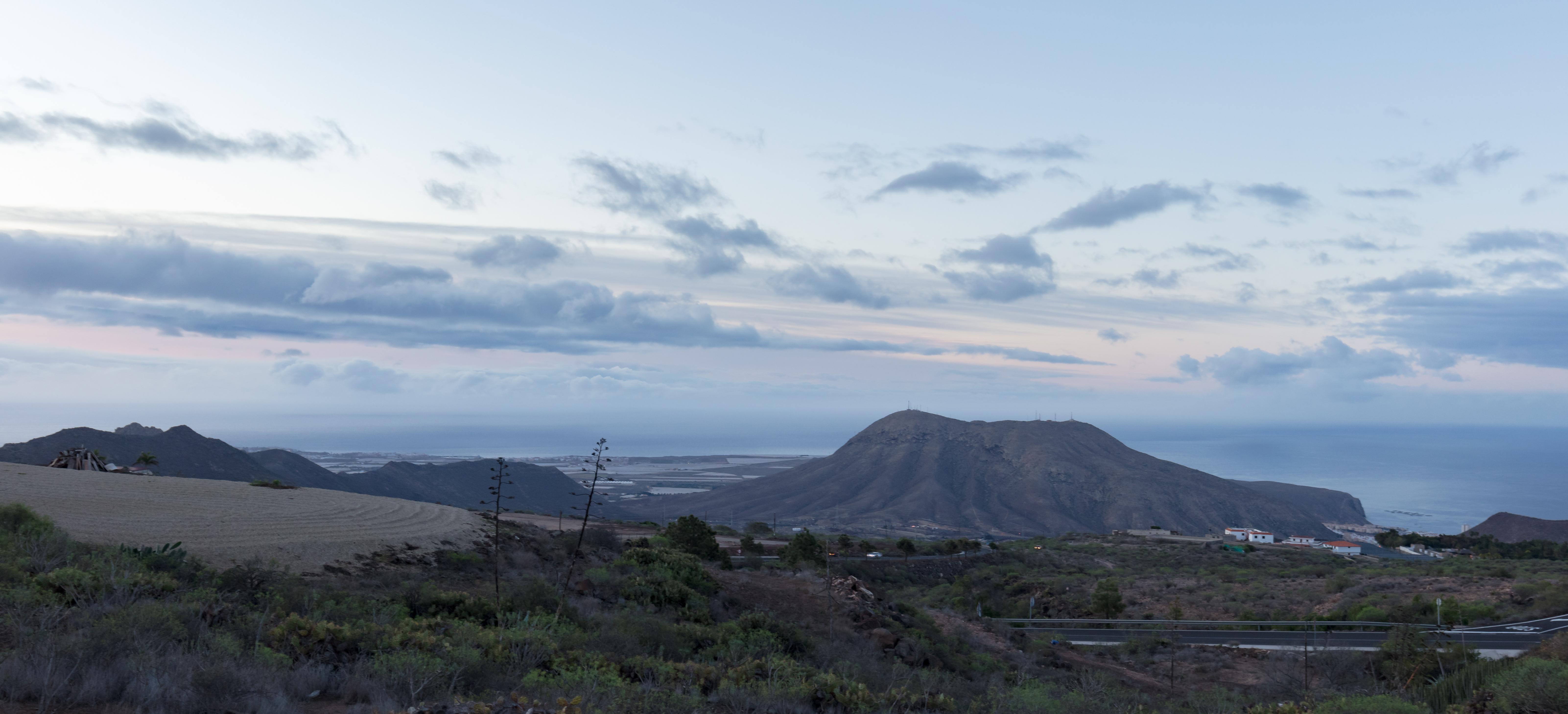
Costa de Tenerife con la montaña de Guaza a la izquierda.

La zona protegida comprende 725,7 ha, estando constituida fundamentalmente por la Montaña de Guaza, uno de los domos volcánicos exógenos más representativos de la isla y por las coladas lávicas derivadas de su erupción, 
Limita al oeste con la localidad turística de Los Cristianos, al este con el pueblo de Guaza y la urbanización el Palm-Mar, al norte con la carretera que une Los Cristianos con Guaza y al sur con el mar.
En este lugar se han encontrado restos prehispánicos en forma de cuevas, restos de antiguas cabañas y enterramientos.
Se ha descubierto que la antigüedad de este monumento natural es de un máximo de 3,5 millones de años y un mínimo de 0,67 millones de años.

## Geología

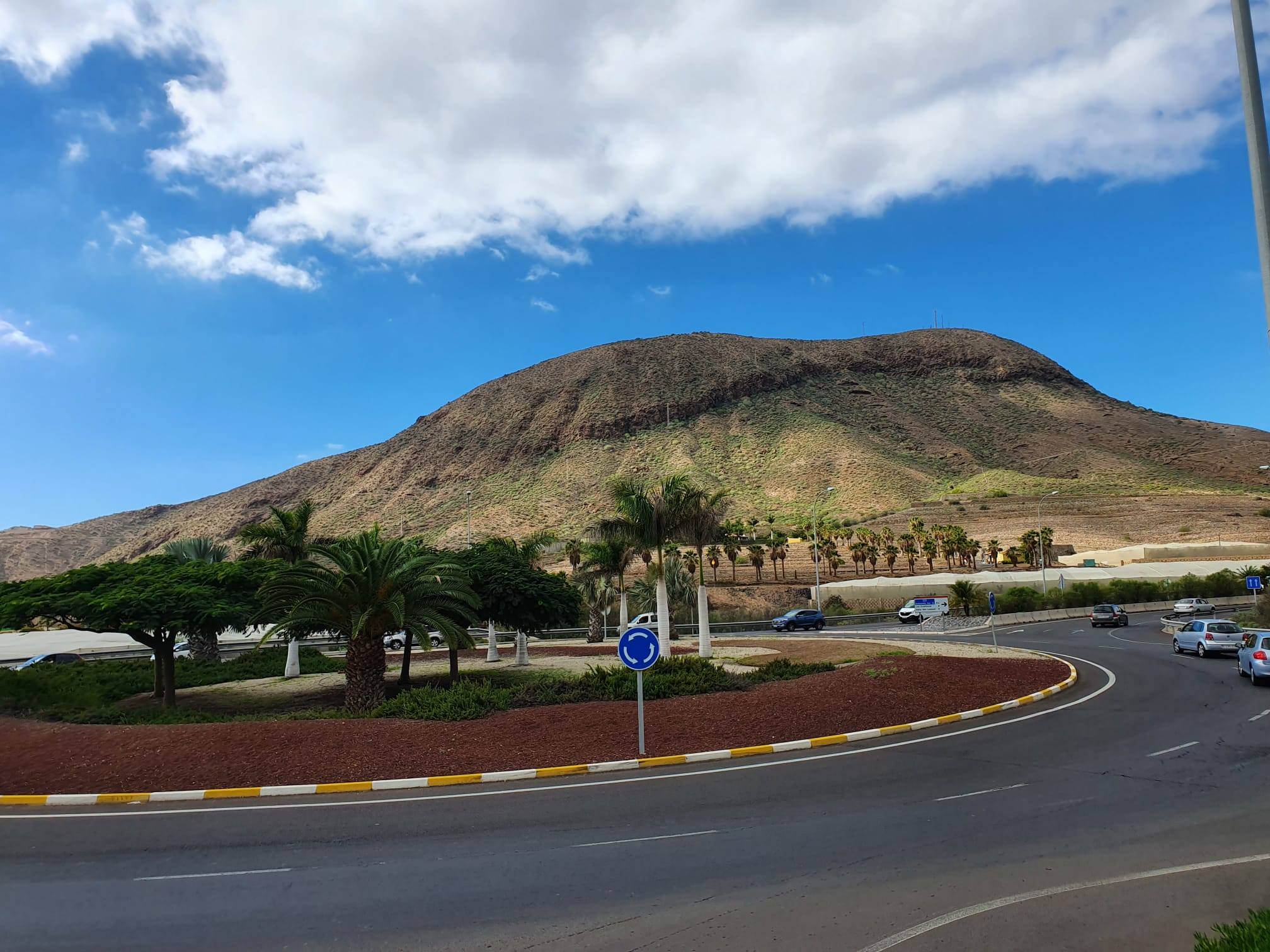
Imagen frontal de la montaña de Guaza.

La Montaña de Guaza alcanza una altitud de 428 metros sobre el nivel del mar. La boca eruptiva está formada por dos cráteres concéntricos superpuestos que emitieron dos coladas de lava traquítica muy viscosa. Las lavas fluyeron en dirección sur hasta el mar formando las Mesas de Guaza, y generando un pequeño acantilado labrado en la costa, al actuar la erosión marina con fracturas de retracción.

## Vegetación
A pesar del antiguo uso antrópico que se dio a la zona, aún pervive una comunidad de cardonal-tabaibal en la llanura del edificio volcánico, en las denominadas Mesas de Guaza. En diversas zonas del Monumento, se dan otras especies vegetales como el cardoncillo (Ceropegia fusca), la corregüela (Convolvulus fruticulosus), el tomillo marino (Frankenia laevis) o la siempreviva (Limonium pectinatum). En los acantilados litorales existen comunidades halófilas-rupícolas.

## Fauna
Es un lugar idóneo para que nidifiquen algunas aves marinas. Entre ellas está la pardela cenicienta (Calonectris diomedea), la gaviota patiamarilla (Larus cachinnans), y se cree que también lo hace el petrel de Bulwer (Bulweria bulwerii), aunque no se ha contrastado. Hay presencia de otras aves como el camachuelo trompetero o ‘pájaro moro’ (Bucanetes githaginea), el cernícalo vulgar (Falco tinnunculus) o el alcaraván (Burrhinus oedicnemus); y de reptiles como el lagarto gigante de Tenerife (Gallotia intermedia) y lisas. Además se han encontrado fósiles de la rata gigante de Tenerife (Canariomys bravoi), ya extinta.

## Clima
El clima se caracteriza por las elevadas temperaturas, con medias entre los 21,3 °C y los 22,4 °C, así como por la escasez de precipitaciones, dando una media inferior a 100 mm anuales.

## Acontecimientos
La Montaña de Guaza era considerada sagrada para los aborígenes guanches. En 2002, se celebró en ella la primera boda guanche celebrada tras la conquista de Canarias. Este acto fue realizado por el movimiento actual neopagano llamado Iglesia del Pueblo Guanche. Este acto contó con la presencia masiva de medios de comunicación, principalmente televisivos y también la asistencia de curiosos y turistas.